# Chapman Islands
Chapman Islands är en arkipelag i Kanada.   De ligger i territoriet Nunavut, i den centrala delen av landet, 3 200 km nordväst om huvudstaden Ottawa. 